# Комарица (Вологодская область)
Комарица — деревня в Тотемском районе Вологодской области.
Входит в состав Погореловского сельского поселения, с точки зрения административно-территориального деления — в Погореловский сельсовет.
Расположена на левом берегу реки Тиксна. Расстояние по автодороге до районного центра Тотьмы — 65,5 км, до центра муниципального образования деревни Погорелово — 16,3 км. Ближайшие населённые пункты — Светица, Топориха, Юбилейный.
По переписи 2002 года население — 10 человек.